# Estación de Benaguacil (Renfe)
Benaguacil era una estación pasante de la línea Valencia-Liria de ancho ibérico, desmantelada en su práctica totalidad. La estación estaba situada entre la calle del Penyagolosa y la avenida de la Constitución, en la localidad de Benaguacil.
Fue estación de la primitiva línea C-4 de Cercanías Valencia desde 1889, fecha en la que se inauguró la línea, hasta el 1 de enero de 1985 cuando pasó a ser estación para mercancías exclusivamente. Desde finales de los años 90, tras la retirada de las vías y traviesas, alberga la casa de la música de la localidad de Benaguacil.

## Distribución de las vías
| Vía | Trenes y destinos                                |
| --- | ------------------------------------------------ |
| 1   | Valencia-Norte(Desmantelada) Líria(Desmantelada) |

## Líneas y conexiones
| origen/destino | < estación     | línea          | estación > | origen/destino |
| -------------- | -------------- | -------------- | ---------- | -------------- |
| Valencia-Norte | Villamarchante | Valencia-Liria | Liria      | Liria          |